# Импичмент Хан Док Су
24 декабря 2024 года лидер оппозиционной парламентской фракции «Демократической партии» Пак Чан Дэ объявил о планах объявить импичмент премьер-министру Республики Корея Хан Док Су, исполнявшему обязанности президента после того, как тот не обнародовал два законопроекта о расследовании специальными прокурорами введения военного положения отстранённым президентом Юн Сок Ёлем и о расследовании в отношении правонарушений первой леди Ким Кон Хи. Ходатайство было официально подано 26 декабря 2024 года после того, как Хан Док Су отказался утверждать назначение трёх судей Конституционного суда, кандидатуры которых были одобрены Национальным собранием. После того, как спикер парламента У Вон Сик постановил, что Хану может быть объявлен импичмент простым большинством из-за его статуса министра кабинета, 27 декабря Хан Док Су был объявлен импичмент 192 голосами «за», в то время как парламентарии от «Силы народа» бойкотировали голосование. 24 марта 2025 года Конституционный суд отклонил импичмент, восстановив Хана в должностях.

## Процедура импичмента
Процедура импичмента изложена в 10-й Конституции Республики Корея от 1987 года. Статья 65, пункт 1, определяет, что Национальное собрание может объявить импичмент президенту, премьер-министру или другим государственным должностным лицам, если они нарушают конституцию или другие законы при исполнении служебных обязанностей.
Для принятия ходатайства об импичменте против действующего президента необходимо, чтобы за него проголосовало две трети членов Национального собрания — 200 из 300 депутатов. После принятия ходатайства лицо немедленно отстраняется от своих обязанностей до вынесения окончательного решения Конституционным судом. Сам импичмент ограничивается отстранением от государственной должности, без дополнительных санкций, налагаемых в ходе этого процесса. Однако, поскольку Хан Док Су являлся премьер-министром временно осуществляющим обязанности президента, то в парламенте возникли споры о том, сколько голосов необходимо для его импичмента, так как для отстранения премьер-министра страны от должности необходимо обычное большинство (151 голос «за»). Партия «Сила народа» заявила, что две трети законодателей должны одобрить ходатайство, в то время как «Демократическая партия» считала, что требуется простое большинство.
Согласно «Закону о Конституционном суде», принятому в 1988 году, Конституционный суд должен вынести решение в течение 180 дней после получения любого дела, включая дела об импичменте. Если ответчик уже покинул свой пост до принятия решения, дело отклоняется. Формальное отстранение президента требует, чтобы шесть из девяти судей проголосовали за. В результате из-за трёх вакансий в Суде все шесть действующих судей должны проголосовать за отстранение. Однако статья 23 «Закона о Конституционном суде» гласит, что для обсуждения вопроса требуется не менее семи судей.

## Предыстория
14 декабря 2024 года президент Республики Корея Юн Сок Ёль был подвергнут импичменту Национальным собранием. Это действие было предпринято в ответ на объявление Юном военного положения 3 декабря 2024 года, которое было отменено парламентом шесть часов спустя ночью 4 декабря 2024 года. Премьер-министр Хан Док Су принял на себя исполнение обязанностей президента в ожидании окончательного решения Конституционного суда в деле Юна.
Когда полиция вызвала Хана на допрос в рамках расследования военного положения, лидер «Демократической партии» Ли Чжэ Мён изначально заявил, что партия пока не будет выносить Хану импичмент, чтобы избежать «путаницы в государственных делах». Несмотря на это, будучи исполняющим обязанности президента, Хан вступил в конфликт с оппозиционными партиями. 19 декабря он наложил вето на шесть законопроектов, принятых Национальным собранием, с подачи «Демократической партии». Среди законопроектов, на которые было наложено вето, были предложенные поправки к Закону об управлении зерном, которые потребовали бы от правительства закупать излишки риса для стабилизации цен во время колебаний рынка. Другие меры, на которые он наложил вето, включали законопроект, требующий от компаний предоставлять запрашиваемые данные членам Национального собрания, заявив, что это является вторжением в конституционные права на неприкосновенность частной жизни. Кроме того, остаются подозрения о том, какую роль исполнял Хан Док Су во время военного положения, введённого Юном.
Вскоре в Национальном собрании разгорелись дебаты о том, имеет ли право исполняющий обязанности президента Хан Док Су заполнять вакантные места в Конституционном суде. «Демократическая партия» считала, что Хан Док Су имеет право утвердить судей, назначенных Национальным собранием, в то врем как партия «Сила народа» выступила против этого на том основании, что исполняющий обязанности президента может назначать судей только в случае окончательного отстранения президента Конституционным судом, а не приостановки его полномочий.

## Импичмент

### Рассмотрение в парламенте
| Выбор                   | Голосов    | Партийная разбивка |
| ----------------------- | ---------- | --- |
| За                      | 192 из 300 | • Демократическая партия (169) • Корейская инновационная партия (12) • Прогрессивная партия (3) • Партия новых реформ (3) • Независимые (2) • Сила народа (1) • Партия базового дохода (1) • Социал-демократическая партия (1) |
| Против                  | 0 из 300   | |
| Воздержавшиеся          |            | |
| Недействительные голоса |            | |
| Не голосовали           | 108 из 300 | • Сила народа (107) • Демократическая партия (1) |
| Импичмент принят.       |            | |

После того, как 24 декабря на заседании кабинета министров Хан Док Су проигнорировал рассмотрение двух принятых парламентом законопроектов, предусматривающих расследование специальными прокурорами введения военного положения отстранённым президентом Юн Сок Ёлем и о расследовании в отношении правонарушений первой леди Ким Кон Хи, лидер парламентской фракции «Демократической партии» Пак Чан Дэ объявил о планах объявить импичмент Хану. Пак описал действия Хана как попытку «выиграть время и продлить восстание».
26 декабря Национальное собрание одобрило ходатайство о заполнении трёх вакансий в Конституционном суде, при этом партия «Сила народа» не участвовала в голосовании по утверждению, хотя её кандидат в судьи также был утверждён. Однако исполняющий обязанности президента Хан Док Су, заявил, что ему нужен двухпартийный консенсус относительно того, может ли он одобрить назначение судей. В ответ «Демократическая партия»  официально подала ходатайство об импичменте против Хана в тот же день. Пленарное голосование по этому вопросу было назначено на 27 декабря.
27 декабря перед голосованием в парламенте спикер У Вон Сик постановил, что Хан может быть подвергнут импичменту простым большинством в 151 голос из-за его статуса премьер-министра. Законодатели от «Силы народа» выступили против решения У, призвав его к отставке и объявив решение недействительным, скандируя «Злоупотребление властью!» во время сессии. Поскольку все члены парламента от «Силы народа», кроме одного, бойкотировали голосование, Хан был подвергнут импичменту всеми 192 присутствующими депутатами. Хан Док Су стал первым в истории исполняющим обязанности президента Республики Корея, которому был объявлен импичмент. Первый заместитель премьер-министра, министр экономики и финансов Чхве Сан Мок стал исполняющим обязанности президента и исполняющим обязанности премьер-министра.

### Рассмотрение в Конституционном суде
| Выбор | Голосов | Судьи                                                            |
| --- | ------- | ---------------------------------------------------------------- |
| За | 1 из 9  | • Чон Ге Сон                                                     |
| Против | 5 из 9  | • Мун Хён Бэ • Ли Ми Сон • Ким Хён Ду • Чон Чон Ми • Ким Бок Хён |
| Отклонили | 2 из 9  | • Чон Хён Сик • Чо Хан Чан                                       |
| Судья не назначен | 1 из 9  | 1 из 9                                                           |
| Импичмент не принят. Пятеро из восьми судей заявили, что ходатайство об импичменте Хану является обоснованным, но для импичмента недостаточно оснований. Два судьи постановили, что ходатайство об импичменте Хану было недействительным изначально, поскольку не было одобрения в две трети законодателей. Одна судья проголосовала за импичмент Хану. |         |                                                                  |

6 января 2025 года Конституционный суд проинформировал, что первое предварительное слушание по делу об импичменте премьер-министра Хан Док Су состоится 13 января.
5 февраля 2025 года Конституционный суд заявил, что проведёт первое официальное слушание по делу об импичменте премьер-министра Хан Док Су 19 февраля в 14:00. Главный судья по делу Ким Хён Ду потребовал, чтобы законные представители как Хана, так и Национального собрания представили необходимые документы и доказательства до 13 февраля.
Судебное разбирательство началось 19 февраля в присутствии Хана. Он повторил свою позицию о том, что не знал заранее о планах Юна объявить военное положение, и настаивал на том, что пытался отговорить его от этого. Он также извинился перед общественностью за продолжающийся политический кризис и попросил страну принять «мудрое решение», чтобы позволить нации достичь «эры рациональности». Тем временем группа обвинения Национального собрания призвала к импичменту Хана, назвав его отказ заполнить вакансии в Конституционном суде «безрассудным актом, который вверг страну в хаос». Адвокаты Хана заявили, что полномочия назначать судей Конституционного суда являются исключительной прерогативой президента или исполняющего обязанности президента в соответствии с Конституцией и не являются основанием для импичмента, и задали вопрос о том, как Национальное собрание достигло своего кворума для импичмента Хана. Прокуроры также заявили, что решение Хана наложить вето на законопроект о специальном адвокате по Ким Кон Хи было принято, потому что это было бы «политически разрушительно». В ответ Хан заявил, что его одобрение «в корне нарушило бы принципы конституционного управления». Устные доводы в суде были завершены в тот же день. Отдельно суд также провёл слушание по ходатайству, поданному партией «Сила народа» относительно парламентского кворума, который привёл к импичменту Хана.
20 марта Конституционный суд объявил, что вынесет свой вердикт относительно импичмента Хана 24 марта. 24 марта Конституционный суд проголосовал за отмену импичмента премьер-министра Хана, восстановив его в должности исполняющего обязанности президента. Пять судей проголосовали против вынесения импичмента, двое проголосовали за его отклонение (по их мнению кворум для импичмента должен был составить 200 законодателей, а не 151), и только одна судья, Чон Ге Сон, проголосовала за его поддержку. Четверо из пяти судей, проголосовавших за отклонение импичмента, признали, что Хан допустил конституционные и правовые нарушения, отложив назначение судей в Конституционный суд, но заявили, что это не оправдывает его отстранение от должности. Шесть судей заявили, что в обвинениях Национального собрания нет никаких доказательств того, что Хан предпринял упреждающие действия, чтобы помочь легитимизировать объявление военного положения Юна, например, созвав заседание кабинета министров перед его объявлением. Все судьи, за исключением двух, поддержали Национальное собрание, постановив, что кворум для импичмента Хана составляет минимум 151 из 300 законодателей, необходимых для премьер-министра, а не 200, необходимых для импичмента президента.

## Последствия
После голосования парламента по импичменту, Хан Док Су заявил, что уважает решение Национального собрания, и во избежание дальнейшей путаницы и неопределённости приостановит свои обязанности и будет ожидать быстрого и мудрого решения Конституционного суда. Первый заместитель премьер-министра и министр экономики и финансов Чхве Сан Мок немедленно приступил к исполнению обязанностей президента и премьер-министра. Первым делом он встретился с отстранённым Хан Док Су, а затем позвонил председателю Объединённого комитета начальников штабов и дал указания министрам. Позднее он созвал Совет национальной безопасности. В письменном заявлении к нации Чхве заявил, что сделает всё возможное для обеспечения национальной стабильности во избежание путаницы в государственных делах. Оппозиционная «Демократическая партия» призвала Чхве незамедлительно назначить трёх кандидатов на пост судей Конституционного суда для обсуждения дела об импичменте Юна.
31 декабря Чхве Сан Мок утвердил судьями Конституционного суда Чон Ге Сон, выдвинутую «Демократической партией» (ДП), и Чо Хан Чана, рекомендованного «Силой народа». При этом он отложил назначение Ма Ын Хёка, выдвинутого ДП, до тех пор, пока соперничающие партии не придут к компромиссу. Оппозиционная «Демократическая партия» раскритиковала Чхве за утверждение лишь двух из трёх назначенных Национальным собранием судей, а «Сила народа» и вовсе выступила против утверждения кандидатур судей исполняющим обязанности президента. После назначений судей глава президентской администрации Чон Джин Сок, советник президента по национальной безопасности Син Вон Сик, глава администрации президента по вопросам политики Сон Тэ Юн и советник Юн Сок Ёля по внешней политике Чан Хо Джин подали в отставку. Чхве Сан Мок отклонил отставки старших помощников.

## Критика
Опрос общественного мнения, проведённый Opinion Research Justic, показал, что 52,2% респондентов поддержали импичмент Хан Док Су. Согласно опросу Hankook Research по заказу The Korea Times, 61% опрошенных поддержали импичмент Хана, в то время как 36% выступили против.